# 見花山
見花山（みはなやま）は神奈川県横浜市都筑区の地名。丁番を持たない単独町名である。住居表示実施済み区域。海抜60.1メートル。

## 地理
周辺は住宅街が広がり、川和町、市ケ尾町（青葉区）、荏田西（青葉区）、荏田南、大丸、富士見が丘と隣接する。

## 歴史
見花山は、1969年（昭和44年）の横浜市会により決議され、住宅・都市整備公団によって着手された港北ニュータウン開発事業の中で、最も早く宅地造成工事が完了し、1983年（昭和58年）3月に供用が開始された所である。
1977年（昭和52年）9月、同開発事業に伴う事前の埋蔵文化財の発掘調査（港北ニュータウン遺跡群調査）により川和高校東側で、関東ローム層中から旧石器時代の礫群を検出し、上層の縄文時代包含層から隆起線文・爪形文をもつ縄文土器や石器等を出土する遺跡が発見された。
礫群は、港北ニュータウン地域における初の旧石器時代遺構の発見例となった。縄文土器は、縄文時代でも最古段階の草創期（1万2千年前）のものと確認され、同時期の竪穴建物と推定される掘込み遺構も発見された。これは当時の住まいを考える上できわめて重要な発見であった。遺跡は古い地名にちなんで花見山遺跡と名付けられた。
出土した隆起線文土器群は、最古級の縄文土器として、東京国立博物館の平成館に「花見山遺跡出土の土器」の名で展示されており、その他出土物は横浜市歴史博物館に常設展示されている。
花見山遺跡の発見から約半年後の1978年（昭和53年）春には、同遺跡の南80メートルにある「けんか山」（現在の「見花山かりん公園」付近）からも旧石器時代の石器製作遺構をもつ遺跡が発見され、けんか山遺跡と命名された。
昔の川和村は池辺、青砥、佐江戸、荏田、市ヶ尾村と接しており、寛文2年（1662年）に加賀原の入会地について川和村と池辺村が争ったのをはじめ、何かに付け領線争いが行なわれていた。人々は喧嘩の絶えないその丘を、けんか山と呼んだ。これがのちに見花山と書くようになり、読みも｢みはなやま｣と読まれるようになった。「見花山」と表記しているのは風流からか、喧嘩の字を嫌ってのことであろう。昔の字名はミハナヤマとは言わず、ケンカヤマと読んでいた。いつからミハナヤマと言うようになったかは定かではない。
昔から川和町への依存が強かった地域である。1983年（昭和58年）8月8日に住居表示実施に伴い、池辺町、川和町の各一部から設置された。

## 世帯数と人口
2025年（令和7年）6月30日現在（横浜市発表）の世帯数と人口は以下の通りである。
| 町丁   | 世帯数    | 人口    |
| ------ | --------- | ------- |
| 見花山 | 1,257世帯 | 2,863人 |

### 人口の変遷
国勢調査による人口の推移。
| 年                 | 人口  |
| ------------------ | ----- |
| 1995年（平成7年）  | 2,301 |
| 2000年（平成12年） | 2,385 |
| 2005年（平成17年） | 2,497 |
| 2010年（平成22年） | 2,676 |
| 2015年（平成27年） | 2,895 |
| 2020年（令和2年）  | 2,955 |

### 世帯数の変遷
国勢調査による世帯数の推移。
| 年                 | 世帯数 |
| ------------------ | ------ |
| 1995年（平成7年）  | 723    |
| 2000年（平成12年） | 776    |
| 2005年（平成17年） | 872    |
| 2010年（平成22年） | 960    |
| 2015年（平成27年） | 1,073  |
| 2020年（令和2年）  | 1,136  |

## 学区
市立小・中学校に通う場合、学区は以下の通りとなる（2024年11月時点）。
| 番・番地等 | 小学校               | 中学校             |
| ---------- | -------------------- | ------------------ |
| 全域       | 横浜市立川和東小学校 | 横浜市立川和中学校 |

## 事業所
2021年（令和3年）現在の経済センサス調査による事業所数と従業員数は以下の通りである。
| 町丁   | 事業所数 | 従業員数 |
| ------ | -------- | -------- |
| 見花山 | 80事業所 | 509人    |

### 事業者数の変遷
経済センサスによる事業所数の推移。
| 年                 | 事業者数 |
| ------------------ | -------- |
| 2016年（平成28年） | 60       |
| 2021年（令和3年）  | 80       |

### 従業員数の変遷
経済センサスによる従業員数の推移。
| 年                 | 従業員数 |
| ------------------ | -------- |
| 2016年（平成28年） | 489      |
| 2021年（令和3年）  | 509      |

## 施設
- 夕やけ橋（見花山 - 富士見が丘）
- かりん公園
- 川和富士

## 交通
- 神奈川県道12号横浜上麻生線
- 夕やけ橋（バス停：124系統  センター南ゆき・305系統 市が尾駅ゆき）[19]
- 見花山（バス停：305・306系統 市が尾駅ゆき）[20]

## その他

### 日本郵便
- 郵便番号 : 224-0066[3]（集配局：都筑郵便局[21]）

### 警察
町内の警察の管轄区域は以下の通りである。
| 番・番地等 | 警察署     | 交番・駐在所 |
| ---------- | ---------- | ------------ |
| 全域       | 都筑警察署 | 川和交番     |